# FM水戸アップデート
FM水戸アップデート（えふえむみとアップデート）は、NHK水戸放送局が茨城県向けにFMで放送していた地域情報番組。

## 概要
2000年10月2日に放送を開始したが、5年目突入と同時に水戸局が県域地デジ放送を開始したこともあり、重心がテレビへ移行。2009年3月27日の放送を以て終了し、東京発の『サンセットパーク』垂れ流しに移行した。
なお18時台は18:50-19:00に各都道府県単位（AMのラジオ第1は関東広域放送のため「関東地方」のくくりとして）でローカルニュース・気象情報・お知らせ他が放送されていたが、当番組はそれも内包し、1時間枠として放送した。

## 基本フォーマット
- 00分　オープニング
- 03分　交通情報・茨城県内のニュース

以降はニュースの長さによりエンディングまで時間は流動的になる。
- 12分頃　気象情報
- 15分頃　今日の特集
- 30分頃　インタビュー・音楽コーナー
- 40分頃　茨城県内のニュース
- 55分頃　気象情報
- 57分　交通情報
- 59分　エンディング

## パーソナリティ
- スタート当初から曜日固定はされていなかった（2008年度初めは2人体制で固定担当を決めていたようだが、何時の間にか消滅）。
- アナウンサーの担当は県域地デジ開始以前にはあったが、開始後は2007年度まで無かった。
- 茨城県内のニュースはパーソナリティとは別にリポーター、アナウンサーが担当した。

### アナウンサー
放送期間中水戸局所属アナのうち本番組と同時に終了した『いばらきわいわいスタジオ』キャスター小田切千、大木浩司は担当しなかった。
- 坂本朋彦（2003年4月まで、現：NHK放送研修センター・日本語センター出向）
- 小松宏司（2003年4月〜2004年9月、現：水戸放送局)
- 星野豊（以下4名2008年度のみ）
- 泉浩司
- 平野哲史
- 向井一弘

### キャスター・リポーター
| 氏名       | 担当期間                     | 備考 |
| ---------- | ---------------------------- | --- |
| 菅井智子   | 2002年度まで                 | |
| 井出千草   | 2002年度まで                 | 現：秋田テレビアナウンサー                                                                                         |
| 佐藤瞳     | 2003年度まで                 | |
| 鈴木沙奈恵 | 2002年4月〜2004年3月         | |
| 長野智子   | 2002年4月〜2004年3月         | 同姓同名の元フジテレビアナウンサーとは別人                                                                         |
| 早川美幸   | 2003年度                     | その後長野局、静岡第一テレビを経て、航空会社の客室乗務員に転身                                                     |
| 西村美月   | 2003年度                     | その後新潟局を経て、現在ジョイスタッフ所属                                                                         |
| 松岡正美   | 2004年4月〜2005年11月        | 現：ボイスワークス所属                                                                                             |
| 神尾和希子 | 2007年3月まで                | - 放送開始初回担当 - 途中2004年9月以降はニュースのみの担当、2006年8月24日復帰 - 現：J SPORTSサッカー中継リポーター |
| 佐伯桃子   | 2004年4月〜2007年3月30日     | 現：フリー（首都圏センター番組出演契約）                                                                           |
| 袴田実有子 | 2004年4月〜2007年3月30日     | |
| 森園有里   | 2004年4月〜2008年3月21日     | 現：首都圏センター                                                                                                 |
| 湯谷明子   | 2004年8月〜2008年3月21日     | 現：大阪局番組出演契約                                                                                             |
| 神原千恵   | 2009年3月まで                | |
| 牟田祥子   | 2006年3月28日〜2009年3月17日 | 現：首都圏センター                                                                                                 |
| 佐藤美絵   | 2007年4月〜2009年3月         | 最終回担当 |
| 井上朋子   | 2007年4月〜2009年3月13日     | 現：ジョイスタッフ所属                                                                                             |
| 牧山あゆみ | 2008年度                     | 『わいスタ』非担当時のみ出演                                                                                       |
| 田所愛     | 2008年度                     | 『わいスタ』非担当時のみ出演                                                                                       |
| 水谷麻子   | 2008年度                     | |
| 菊池真以   | 2008年度                     | |
| 倉持彩花   | 2008年度                     | |

## コーナー
元々水戸局の県域地デジ開始に向けてのコンテンツノウハウ作りが目的で開始された番組であるため、地デジ放送開始までは地域情報を中心にラジオカー中継もある程充実した内容であった。
2004年10月に地デジ放送が開始されると、テレビの番組『こんにちはいばらきわいわいスタジオ』と『いばらきわいわいスタジオ』にコーナーを移動させ、当番組はテレビ番組の音声を録音したまま再放送する様式が中心となってしまった。当番組オリジナルコーナーが「茨城の民話」と「タウン情報」の2つだけの時期もあった。
その後、県内の地デジ中継局設置が進んだこともあり、2006年度よりオリジナルコーナーが増設されて再び活性化された。2008年度は大幅にリニューアルし、テレビの再放送は減らして週間テーマによるメッセージ受付とホームページからのリアルタイムリクエスト受付等ラジオ番組独特の構成に変更した。

### 2008年度のコーナー
月曜日
- 「J-POP HITS」

最新のJ-POPのリクエストのみを受付ける。
- 「電話で結ぶ我が家の晩ごはん」

スタジオと一般家庭を電話で結び、夕飯のレシピを紹介するコーナー。
火曜日
- 「リクエスト」

ジャンルを問わずリクエストを受付ける。
水曜日
- 「Back to the Days」

毎週過去の年を決めてその年のヒット曲に限ってジャンルを問わずリクエストを受付ける。
木曜日
- 「洋楽HITS」→「アーチストスペシャル」

洋楽に限ってリクエストを受付ける。2008年夏頃からJ-POPアーティスト一人をピックアップした特集に変更。
- 「茨城の民話」

茨城県内に伝わる民話を出来るだけ方言朗読する。朗読は主に方言で語れる一般人。
金曜日
- 「リクエスト」

ジャンルを問わずリクエストを受付ける。
- 「タウン情報」

タウン情報誌編集者に電話を繋いで流行のアイテムを聞いたりイベントの案内を告知をしてもらう。

### 過去のコーナー
地デジ開始前の2003年9月までは各曜日にコーナーがあった。
月曜日
- 水戸放送局だより

NHKの番組の見所や水戸放送局開催のイベント紹介。
火曜日
- 文化観光情報

県内の演劇、イベントをインタビューを交えながら紹介。
水曜日
- いばらきネットワーク

県内の情報室2か所と電話で繋いでそれぞれの話題を報告してもらう。
木曜日
- とれたて茨城

県内名産の食材を電話インタビューで紹介。
金曜日
- よかっぺ号リポート

ラジオカー「よかっぺ号」による県内リポート。
その他
- 「≪♪アナリク♪≫」（2007年度金曜日）

水戸局アナウンサーに曲のリクエストとまつわる話をしてもらうコーナー。

## 沿革
- 2000年10月2日

それまで昼と夕方のニュース以外の独自番組がなかった水戸放送局に久し振りにローカル番組が復活。『FM水戸アップデート』としてスタートする。放送開始時は月曜日～木曜日の11:30～12:00に放送。
- 2001年4月

放送時間を月曜日～金曜日の18:00～19:00に移動する。元の枠は再び『弾き語りフォーユー』とローカルニュースに戻る。
- 2002年4月

ラジオカー「よかっぺ号」登場。この頃から来る地上デジタルテレビジョン放送のパイロット的要素が強くなりコーナーが充実する。
- 2003年4月

姉妹番組『fmまるとく茨城』が当初のアップデートの枠・月曜日～木曜日の11:30～12:00に開始。
- 2004年8月

「よかっぺ号」中継が終了する。
- 2004年9月

姉妹番組『fmまるとく茨城』終了。再び『弾き語りフォーユー』とローカルニュースに戻る。
- 2004年10月

県域地デジ放送開始。内容も地デジ放送の補完的なものになる。
- 2006年4月

オープニングが当日担当のパーソナリティによる水戸局1階・わいわいスタジオからの中継となる。
わいわいスタジオにリクエストボックスを設置。
月曜日「電話で結ぶ我が家の晩ごはん」等、番組独自のコーナーが増える。
- 2007年1月

金曜日に水戸局アナウンサーが出演してリクエストする「≪♪アナリク♪≫」がスタート。
- 2008年4月

従来の地デジ放送の補完要素を薄め、ホームページから送られたメッセージやリクエストをリアルタイムで発信するラジオ型の番組にリニューアル。
- 2009年3月27日

8年半の放送に幕を下ろし終了。3月30日から8年振りに『サンセットパーク』のネットに戻る。